# Sonny Bono
Salvatore Phillip "Sonny" Bono (født 16. februar 1935, død 5. januar 1998) var en amerikansk producer, sanger, skuespiller og politiker.  
Sonny havde en besværlig opvækst i Detroit, hvor han ofte oplevede kritik fra lærere, venner og bekendte i forhold til hans store passion for sang og teater, som han så det som en mulig levevej, og han opøvede sine talenter gennem sin teenageår. Han så Buddy Holly, Johnny Burnette og Bill Haley som hans store inspirationer. 
Sonny Bono startede sin karriere i musikbranchen i de tidligere 60'ere, hvor han bl.a. skrev sangen "Things You Do to Me", der blev indspillet af Sam Cooke. Han arbejdede for Phil Spector og skrev sammen med Jack Nitzsche (der også dengang arbejdede med Spector) sangen "Needles and Pins", der blev et stort hit for The Searchers. Sonny Bono oplevede senere i 1960'erne stor succes sammen med sin daværende hustru Cher i duoen Sonny & Cher, der bl.a. hittede med "I Got You Babe" og "The Beat Goes On". 
Sonny Bono blev skilt fra Cher 27. juni 1975, men arbejde indtil da sammen med hende, bl.a. i det populære tv-show The Sonny and Cher Show, der blev sendt fra 1971-74. Efter skilsmissen optrådte parret dog sammen ved enkelte lejligheder, senest i 1987 i et David Letterman show. 
Sono Bono medvirkede som skuespiller i en række film om tv-serie, herunder den populære amerikanske tv-serie The Love Boat. 
Sono Bono gik ind i politik, og blev i 1988 valgt til borgmester i Palm Springs, hvor han var i embedet indtil 1992. I 1994 blev han valgt til Repræsentanternes Hus. 
Han blev dræbt ved en skiulykke under en ferie i Nevada. 